# 大陸棚に関する条約
大陸棚に関する条約（たいりくだなにかんするじょうやく）は、1958年4月29日に作成され1964年6月10日に発効した15カ条からなる条約である。大陸棚条約と略称される。
第1次国連海洋法会議にて採択されたジュネーブ海洋法4条約のひとつ。58カ国が批准している。
大陸棚の制度を規定する。大陸棚の上部水域とその上空の法的地位、大陸棚における海底電線や海底パイプラインの敷設、大陸棚における航行・漁業・科学調査、大陸棚沿岸国の権限、大陸棚の境界画定、トンネルの掘削などが規定される。現代の大陸棚制度は本条約を機に世界的に定着した。

## 背景
大陸棚条約ではかつて国家の管轄権が及ばないと考えられていた海域にまで国家の権利が及ぶこととされたが、それ以前の国家実行では国家の主権は非常に限られた幅の海域に対してしか及ばないものとされてきた。しかし1945年9月28日にアメリカ合衆国がトルーマン宣言において、公海でありかつアメリカの海岸に隣接する大陸棚の地下と海床にある天然資源がアメリカの管轄に服するものとみなすことを宣言し、これにならって各国が自国周辺の大陸棚に対して自国の管轄権を主張するようになった。中にはアメリカが主張した権限よりもはるかに大きな権利を主張する国も現れるなど各国は自国周辺海域に対してまちまちの権利を主張するようになった。

### 条約採択
1947年、国連総会は国際法の法典化を任務とする国際法委員会を設立し、同委員会の第1会期においては14の項目が法典化の対象として議題となったが、領海制度や公海制度といった海洋法に関するテーマもその議題に含まれた。国際法委員会はJ.P.A.フランソワを特別報告者に任命し、フランソワの報告書や関係国の意見を参考にして委員会は1956年の第8会期において大陸棚に関する規定を含む73カ条からなる海洋法の草案を採択した。国際法委員会はこの草案を条約として実効性あるものにすべく、国連総会に対して外交会議を招集し草案の審議を行うよう勧告した。この勧告を受けて国連総会は決議1105 (XI)を採択し、これにもとづき1958年にスイスのジュネーヴで開催された第1次国連海洋法会議に国際法委員会が作成した73カ条の草案が提出された。86カ国の参加による同会議では国際法委員会の草案をもとに審議がなされ、その結果本条約とともに領海条約、公海条約、公海生物資源保存条約の4つの条約が採択された。この4つの条約はジュネーヴ海洋法4条約といわれる。

## 概要
本条約で定義される大陸棚とは、海岸に隣接しているが領海の外にある海底であって、水深が200メートルまでのものか、または水深が200メートル以上のものであっても天然資源の開発が可能な限度にある海底、とされる（第1条）。大陸棚沿岸国は大陸棚の天然資源の探査・開発のための主権的権利を有するとし（第2条第1項）、その開発方式を規定した（第5条）。同一の大陸棚に接して複数の国が向かい合っているか、または隣り合っている場合には、第6条では大陸棚の境界画定は特別の合意がない限り向かい合っている場合には中間線、隣り合っている場合には等距離線によって国家間の大陸棚境界画定を行うとした。北海大陸棚事件国際司法裁判所判決ではこの第6条が国際慣習法化し大陸棚条約を批准していない国をも拘束するかが争点となったが、国際司法裁判所はこれを否定した。

## 国連海洋法条約との関係
本条約では水深200メートル以上の海底であっても天然資源の開発が可能であればその海底区域も沿岸国の管轄に服する大陸棚としうることとされたが（第1条）、こうした要件は開発技術が進むにつれて大陸棚の範囲が拡大してしまうという問題点を抱えていた。1982年に第3次国連海洋法会議で採択された国連海洋法条約の第6部では、大陸棚の範囲を距岸200カイリまで、または領土の自然の延長をたどって大陸棚縁辺部までの海底部分とし、その最大幅は距岸350カイリまでか、または2500メートルの等深線から沖合100カイリの線をこえてはならないとされた（国連海洋法条約第76条）。その他若干の相違はあるものの、国連海洋法条約は本条約を含めたジュネーヴ海洋法4条約の制度を統合し発展させたもので、国連海洋法条約の締約国の間では4条約より国連海洋法条約の方が優先されることとなった（国連海洋法条約第311条第1項）。